# Mrzli potok (Bohinj)
Mrzli potok je potok, ki izvira na planini Ravne na planoti Pokljuka. Teče skozi vas Koprivnik v Bohinju in se kot levi pritok izliva v Savo Bohinjko.